# Oostenrijks voetbalelftal (mannen)
Het Oostenrijks voetbalelftal is een team van voetballers dat Oostenrijk vertegenwoordigt in internationale wedstrijden en competities.

## Geschiedenis

### Selectie van Cisleithanië
Zoals bij de meeste landen brachten ook de Engelsen het voetbal naar Oostenrijk. Dat weerspiegelt zich in de namen van de oudste clubs die in 1894 opgericht werden, First Vienna FC en Vienna Cricketer. Op 18 december 1898 werd in het Prater al een wedstrijd gespeeld tussen Weense Engelsmannen en inwoners van Wenen. Op 8 april 1901 speelden de Oostenrijkers een eerste interland tegen een selectie uit Zwitserland, echter wordt deze wedstrijd door geen van beide bonden als officieel erkend. De spelers die deze interland speelden kwamen van de grote Weense clubs First Vienna, Vienna Cricketer en WAC.
Op 12 oktober 1902 speelde het land de eerste officiële interland. In deze tijd bestond het keizerrijk Oostenrijk-Hongarije nog. Het land kreeg wel twee voetbalelftallen. Voor Oostenrijk konden spelers opgeroepen worden uit Cisleithanië, voor Hongarije uit Transleithanië. Destijds werd de eerste officiële interland echter bestempeld als een wedstrijd tussen Wenen en Boedapest. Oostenrijk won met 5-0 en Jan Studnicka scoorde zelfs een hattrick. De wedstrijd werd nog vaak gespeeld en is de meest gespeelde interlandwedstrijd in Europa. In de wereld moeten ze enkel Argentinië-Uruguay voor laten gaan. In het begin werd de interland twee keer per jaar gespeeld, één keer in Wenen en één keer in Boedapest. Er was een grote rivaliteit tussen beide teams en de wedstrijden waren de hoogtepunten van het voetbalseizoen. In 1912 nam het land voor het eerst aan een internationaal toernooi deel, aan de Olympische Spelen in Stockholm. Het Duitse keizerrijk werd met 5-1 in de pan gehakt, maar dan verloren ze van Nederland. Voor de verliezers was er nog een troosttoernooi. Hier wonnen ze van Noorwegen en Italië en plaatsten zich voor de finale, die ze met 3-0 verloren van Hongarije. Tijdens de Eerste Wereldoorlog werd er enkel tegen Hongarije en het neutrale Zwitserland gespeeld.

### Wunderteam
Na de oorlog viel het Oostenrijks-Hongaarse rijk uit elkaar en kon het land geen beroep meer doen op Sloveense en Tsjechische spelers. Verscheidene landen, Engeland op kop, probeerden Oostenrijk uit de FIFA te zetten, maar dat lukte niet. Het nieuwe Tsjecho-Slowakije weigerde om vriendschappelijke wedstrijden te spelen tegen het land waar zij honderden jaren deel van uitgemaakt hadden. Maar Oostenrijk keek vooruit en in 1921 werd met het Stadion Hohe Warte een stadion voor 80.000 toeschouwers geopend en in 1924 waren zij het eerste land op het Europese vasteland dat profvoetbal invoerde. Vanaf 1927 nam het land deel aan de Centraal-Europese Internationale Beker (Europabeker), een voorloper van het huidige EK. Het was een competitie die over meerdere jaren gespeeld werd. In 1930, toen de eerste editie afgelopen was, eindigde het land tweede achter Italië.
Het team dat in de jaren dertig voor Oostenrijk uitkwam staat bekend als het Wunderteam. De Oostenrijkers, die al sinds jaar en dag geleid werden door bondscoach Hugo Meisl konden in 1931 als eerste team van het vasteland winnen tegen Schotland, en dat met 5-0. Het team rond kapitein Matthias Sindelar pakte met opmerkelijke zeges uit en versloeg het Duitse Rijk in Berlijn met 0-6 en thuis met 5-0. Zweden werd met 8-1 verslagen, Hongarije met 8-2, België met 6-1 en Frankrijk met 4-0. In 1932 waren ze ook laureaat in de Europabeker. Toch verloren ze ook een keer, in en tegen Engeland, maar dat was geen schande. De Engelsen waren tot dan toe ongeslagen thuis en zouden dat nog twintig jaar lang blijven. Ze verloren met 4-3 en tot dan toe hadden de Engelsen thuis ook nooit meer dan één tegengoal geïncasseerd. Nadat doelman Rudolf Hiden voor RC Paris ging spelen en zo niet meer voor het nationale elftal in aanmerking kwam, in die tijd moesten spelers ook in het thuisland actief zijn om opgenomen te worden in de selectie, werd het team wat zwakker maar was toch nog een grote titelfavoriet op het WK in Italië. In de halve finale werd het Wunderteam uiteindelijk door het gastland verslagen en ook de troostfinale werd verloren van Duitsland.
Na de Anschluss van Oostenrijk op 12 maart 1938 werd het lot van de Oostenrijkers door Adolf Hitler bezegeld. De nationale competitie werd gedegradeerd tot de Gauliga Ostmark, een van de vele regionale competities van het Duitse Rijk en de nationale ploeg, die zich nochtans geplaatst had voor het WK in Frankrijk, ging op in een nieuwe Groot-Duitse ploeg. Er werden acht Oostenrijkers opgenomen in de Duitse selectie voor het WK, maar Matthias Sindelar en Walter Nausch weigerden om voor de Mannschaft te spelen

### Naoorlogse successen
Al kort na de oorlog werd weer gestart met interlands en in augustus 1945 werd er twee keer in Boedapest gespeeld tegen Hongarije. Nadat het Praterstadion opnieuw in gebruik genomen kon worden kon het land op 6 december 1945 na acht jaar opnieuw een thuiswedstrijd spelen. Frankrijk werd uitgenodigd om er te komen spelen voor 60.000 toeschouwers, waaronder FIFA-voorzitter Jules Rimet. Het werd 4-1 en Karl Decker scoorde een hattrick. Oostenrijk knoopte terug met de oude successen aan en versloeg in 1951 als eerste team van het vasteland Schotland in eigen huis. Met spelers als Gerhard Hanappi, Walter Zeman en Ernst Ocwirk had het land kwaliteit in huis dat deelnam aan het WK 1954 in buurland Zwitserland. In de kwalificatie werd Portugal met 9-1 aan de kant gezet. Op het WK werden Schotland en Tsjecho-Slowakije opzij gezet en ze plaatsten zich voor de tweede ronde waarin gastland Zwitserland met 7-5 verslagen werd. In de halve finale kregen de Oostenrijkers zelf een pak slaag van West-Duitsland (6-1). In de wedstrijd voor de derde plaats werd Uruguay verslagen. Erich Probst werd met zes doelpunten topschutter voor Oostenrijk en moest enkel de Hongaar Sándor Kocsis voor laten gaan, die elf keer doel trof.
Vier jaar later hield Oostenrijk Nederland van het WK in Zweden. Daar kwamen ze echter in een loodzware groep met de latere wereldkampioen Brazilië, de Sovjet-Unie, dat twee jaar later Europees kampioen werd en Engeland. Oostenrijk werd laatste en kon enkel tegen Engeland een punt pakken. Het land bleef echter aanzien hebben en kon in het Praterstadion voor 90.000 toeschouwers vriendschappelijke wedstrijden winnen van de Sovjet-Unie en Spanje.
In 1960 werd voor het eerst een EK georganiseerd. In deze tijd was dit nog niet zo uitgebreid als het huidige WK en tot 1976 namen slechts vier landen deel aan de eindronde. Zelfs niet alle landen, waaronder België en Nederland, hadden zich aangemeld om de kwalificatie te spelen. Oostenrijk versloeg eerst Noorwegen en verloor dan in de kwartfinale van Frankrijk en miste zo het eerste EK. Wegens geldgebruik trok het land zich ook terug voor de kwalificatie voor het WK in Chili. Met een 0-6 vriendschappelijke nederlaag tegen Tsjecho-Slowakije werd ook het einde ingeluid van de succesvolle naoorlogse Oostenrijkers.
In de Kwalificatie voor het EK 1964 gingen ze er meteen uit tegen Ierland. Op 20 oktober 1965 slaagden de Oostenrijkers erin om als derde team van het Europese vasteland in Wembley te winnen van de Engelsen. Toni Fritsch kon twee goals scoren in de 2-3 overwinning die, hoewel het een vriendschappelijke wedstrijd was, toch grote populariteit genoot in Oostenrijk. Datzelfde jaar miste het land wel voor het eerst deelname aan het WK, dat in Engeland georganiseerd werd. Ze werden laatste in hun kwalificatiegroep achter Hongarije en Oost-Duitsland.
in 1968 werd de Slovaak Leopold Šťastný, die ook al Wacker Innsbrück trainde, bondscoach en dat voor zeven jaar lang. Ondanks het feit dat de Oostenrijkers zich niet voor het WK 1970 plaatsten bleven de bond en de spelers het vertrouwen houden in hun coach. In de kwalificatie voor het WK 1974 ging het land nek-aan-nek met Hongarije in de groepsfase. Op de laatste speeldag verloren ze van Zweden, dat nog twee keer moest spelen en zich later op gelijke hoogte kwam met Oostenrijk en Hongarije. Oostenrijk en Zweden hadden hetzelfde doelsaldo en speelden een play-off die door de Zweden gewonnen werd in het Duitse Gelsenkirchen.
Leopold Šťastný moest om gezondheidsredenen ontslag nemen in 1975 en werd opgevolgd door de Joegoslaaf Branko Elsner. Echter werd hij ontslagen na een nederlaag tegen Wales in de EK kwalificatie waardoor Oostenrijk uitgeschakeld werd. Onder nieuwe bondscoach Helmut Senekowitsch plaatste de club zich wel voor het WK in Argentinië. Walter Schachner en Hans Krankl zorgden voor een 2-1 overwinning tegen Spanje en Krankl zorgde ook voor een 1-0 overwinning tegen Zweden. In de laatste groepsfase werd de Oostenrijkse doelman gepasseerd door de Braziliaan Roberto Dinamite, maar desalniettemin ging Oostenrijk als groepswinnaar naar de tweede groepsfase. De Oostenrijkers begonnen hun tweede poulefase tegen Nederland, dat uitgerekend door de Oostenrijkse legende Ernst Happel getraind werd. Tegen het team van Rensenbrink en Willy van de Kerkhof hadden de Oostenrijkers geen schijn van kans, het werd 1-5, enkel Erich Obermayer kon in de 80ste minuut de eerredder maken. Tegen Italië verloren ze met 1-0 en de derde groepswedstrijd werd met 3-2 gewonnen tegen titelverdediger West-Duitsland. Nadat de Duitsers op voorsprong kwamen trapte Berti Vogts in eigen doel en Krankl kon daarna nog twee keer scoren. De wedstrijd wordt in Oostenrijk herinnerd als het Wunder von Córdoba, terwijl ze het in Duitsland bestempelen als Schmach von Córdoba (Schande van Córdoba).
Nadat ze in de kwalificatie voor het EK 1980 tweede eindigden achter België. De West-Duitsers waren ook opnieuw de tegenstanders in de voorronde voor het WK in Spanje. Oostenrijk werd tweede, maar doordat het WK van 16 naar 24 landen gegaan was waren zij er toch bij. Het toernooi begon goed met een zege tegen Chili, terwijl de West-Duitsers, waar ze alweer tegen moesten, verloren van Algerije. Walter Schachner en Hans Krankl zetten in de tweede wedstrijd de Algerijnen wel opzij, terwijl West-Duitsland van Chili won. Algerije won de laatste groepswedstrijd tegen Chili waardoor er een probleem ontstond. Bij een zege van Oostenrijk was West-Duitsland onherroepelijk uitgeschakeld, maar bij een ruime zege van de Duitsers zou Oostenrijk uitgeschakeld zijn. Het meest gunstige resultaat voor beide landen zou een kleine overwinning voor West-Duitsland zijn. De landen gooiden het daarop op een akkoordje en West-Duitsland scoorde na tien minuten. Er was nog ietwat actie in de eerste helft, maar de tweede helft werd een schandalig spel rond de middencirkel tot groot ongenoegen van de Spaanse en Algerijnse fans in de tribune. De wedstrijd ging de geschiedenis in als het bedrog van Gijón en zorgde ervoor dat de FIFA besliste dat vanaf het volgende WK alle derde groepswedstrijden op hetzelfde tijdstip gespeeld moesten worden om dergelijke wanpraktijken te voorkomen. In de tweede groepsfase verloor Oostenrijk met 1-0 van Frankrijk en speelde gelijke tegen Noord-Ierland, waardoor ze uitgeschakeld werden.

### 1984-heden
Bij de Kwalificaties voor het EK 1984 leek Oostenrijk voor het eerst de kwalificatie binnen te halen. Met een gelijkspel tegen West-Duitsland en ruime zeges tegen de andere landen stonden ze na vijf speeldagen stevig aan de leiding. Maar dan ging het mis. Noord-Ierland, West-Duitsland en Turkije konden met ruime cijfers de Oostenrijkers verslaan en toen West-Duitsland ook nog eens van Noord-Ierland verloor werden ze slechts derde in hun groep. Ook het WK in Mexico en het EK in West-Duitsland ging aan hun neus voorbij. Het leek erop dat ze zich ook niet zouden plaatsen voor het WK in Italië na een zware nederlaag tegen Turkije. Op de laatste speeldag speelde het land tegen Oost-Duitsland, dat evenveel punten had. Door de val van de Muur en de nakende hereniging met West-Duitsland, waar spelersmakelaars al vette contracten aanboden aan de vedetten, stond het hoofd van Ulf Kirsten, Thomas Doll en Matthias Sammer niet naar de wedstrijd en de Oostenrijkers wonnen met 3-0 en gingen naar Italië. Na twee speeldagen was het al zo goed als voorbij voor Oostenrijk na nederlagen tegen Italië en Tsjecho-Slowakije. Ze konden wel nog de laatste wedstrijd winnen tegen de Verenigde Staten, maar schaarden zich zo niet bij de vier beste derdes die ook doorgingen.
Enkele maanden later werd het land voor schut gezet. Nieuwe voetbalnatie Faeröer nam voor het eerst deel aan de EK-kwalificatie en begon in het Zweedse Landskrona met een 1-0 overwinning. De terugwedstrijd konden ze wel winnen, maar buiten een gelijkspel tegen Noord-Ierland werden alle andere wedstrijden verloren. De WK kwalificatie van 1994 was loodzwaar met Zweden, Bulgarije en Frankrijk in de groep. Aan het einde van de rit zag zelfs Frankrijk het WK aan zijn neus voorbij gaan. Nadat ze zich ook niet voor het EK 1996 plaatsten ging het hierna weer goed met de nationale ploeg. Met recordinternational Andreas Herzog werden ze autoritair groepswinnaar voor Schotland en Zweden en gingen zo naar hun, voorlopig laatste WK, dat voor het eerst met 32 landen gespeeld werd. De eerste groepswedstrijd op het WK leken ze te verliezen tegen Kameroen, maar Toni Polster kon in de 90ste minuut gelijkmaken. Eenzelfde scenario herhaalde zich tegen Chili, waar Marcelo Salas de Chilenen op voorsprong zette en Ivica Vastić in de 90ste minuut de score op 1-1 bracht. Ook in de laatste groepswedstrijd tegen Italië slaagde Herzog erin om in de 90ste minuut te scoren, echter had Roberto Baggio één minuut eerder al de 2-1 binnen getrapt, exit Oostenrijk.
In de kwalificatie voor Euro 2000 in de Lage Landen zaten ze in een groep met onder andere Spanje en Israël. Nadat Spanje al op de eerste speeldag verloor van Cyprus pakte Oostenrijk met een zeven op negen de leiding in de groep. Op 27 maart 1999 volgde echter een desastreuze 9-0 nederlaag in Valencia tegen Spanje. Een maand later werd San Marino wel met 7-0 verslagen, maar in september 1999 volgde een nieuwe zware 5-0 nederlaag tegen Israël. Na het einde van de voorronde eindigden Israël en Oostenrijk met evenveel punten op de tweede plaats, maar met een positief doelsaldo van plus zestien, tegen min een voor Oostenrijk was het Israël dat naar de barrages mocht.
Bij de kwalificaties voor het WK 2002 zaten Oostenrijk, Spanje en Israël opnieuw samen in de groep. Ze begonnen met een uiterst zuinige 0-1 overwinning op dwergstaat Liechtenstein, maar konden dan wel thuis gelijk spelen tegen Spanje. Op de laatste speeldag trof Oostenrijk Israël dat één punt minder had. De Israëlisch leidden met 1-0 maar Herzog kon in de blessuretijd nog gelijkmaken waardoor Oostenrijk tweede werd en naar de barrages mocht. Thuis verloren ze van Turkije met 0-1 en in Istanboel werden ze in de pan gehakt door de latere halvefinalist op het WK.
Oudgediende Hans Krankl was intussen bondscoach maar kon niet verhinderen dat ze voor de EK-kwalificatie tien punten achterstand op tweede plaats Nederland hadden. Ook bij de volgende WK-kwalificatie was er een duidelijke kloof met tweede plaats Polen, waardoor Krankl opstapte en door Josef Hickersberger vervangen werd.
In 2008 was het land er voor het eerst bij op het EK, zij het als mede-organisator waardoor ze rechtstreeks geplaatst waren. Ze speelden hiervoor enkel vriendschappelijke wedstrijden waaronder tegen het andere geplaatste land Zwitserland. In Innsbrück konden ze met 2-1 winnen, maar in Zürich gingen ze met 3-1 onderuit. Op het EK waren ze als gastland reekshoofd, hoewel ze het laagste coëfficiënt van alle landen hadden. In de openingswedstrijd kregen ze al na vier minuten een penalty tegen die de Kroaat Modrić omzette. Ook in de tweede partij tegen Polen kwamen ze op achterstand, maar deze keer kon Vastić in de toegevoegde tijd nog de gelijkmaker binnen trappen. De laatste wedstrijd werd gespeeld tegen Duitsland. Aangezien de Duitsers al van Kroatië verloren had zouden ze bij een eventuele nederlaag uitgeschakeld zijn. Michael Ballack zorgde echter voor een Duitse overwinning en het gastland kon met het schaamrood op de wangen in de eerste ronde afdruipen.
Na het EK nam Karel Brückner het roer over als bondscoach. Met een gelijkspel tegen Italië in een vriendschappelijke wedstrijd en een 3-1 overwinning tegen Frankrijk in de eerste WK-kwalificatiewedstrijd, leek het de goede kant uit te gaan. Er volgde echter al snel een ontnuchtering toen ze op de tweede speeldag met 2-0 verloren van Litouwen en er daarna gelijkgespeeld werd tegen de Faeröer. Hierna herpakten ze zich wel nog maar eindigden pas derde in de groep. Een tweede opeenvolgende EK zat er weer niet in voor de Oostenrijkers. Tegen België werd in Brussel wel een memorabele 4-4 gespeeld, Martin Harnik maakte in de 93ste minuut nog de gelijkmaker. Op de laatste speeldag zou blijken dat indien België gewonnen had zij naar de barrages gegaan zouden zijn in plaats van Turkije. In de laatste wedstrijd tegen Frankrijk maakte David Alaba op zeventienjarige leeftijd zijn debuut voor het land en werd daarmee de jongste international ooit voor het Alpenland. In november 2011 werd Marcel Koller de eerste Zwitser die bondscoach werd voor Oostenrijk.
Met een verlies tegen Duitsland en een gelijkspel tegen Kazachstan begon de WK-campagne opnieuw rampzalig, maar in de terugwedstrijd tegen de Kazakken wonnen ze met 4-0, waaronder twee goals van Marc Janko. Het zwarte beest Faeröer werd met 6-0 verslagen en ook van de Zweden konden ze winnen thuis, maar uiteindelijk strandde Oostenrijk op de derde plaats. Doordat ze toch tot de allerlaatste speeldag de tweede plaats binnen handbereik hadden werd het contract van trainer Koller verlengd. Die wees zelfs een aanbod van thuisland Zwitserland af om daar bondscoach te worden. In de kwalificatie voor het EK 2016 zaten ze opnieuw bij de Zweden in de groep, maar ook bij Rusland. Op de openingsspeeldag speelden ze gelijk tegen Zweden maar daarna ging het crescendo. Met meestal zuinige zegens en een paar uitschieters wonnen de Oostenrijkers de resterende negen groepswedstrijden en werden met vlag en wimpel groepswinnaar. Door deze uitmuntende prestatie belandde het land in november 2015 op de tiende plaats op de FIFA-wereldranglijst, de hoogste notering ooit voor het land sinds de invoering van de lijst. De loting op het EK zag er niet slecht uit met Hongarije, Portugal en IJsland, maar het liep al helemaal mis in de eerste wedstrijd waar ze met 0-2 verloren van Hongarije. Tegen Portugal speelden ze nog gelijk, maar ook tegen IJsland gingen de Oostenrijkers de boot in.

## Prestaties

### Wereldkampioenschap
| Wereldkampioenschap voetbal | Wereldkampioenschap voetbal      | Wereldkampioenschap voetbal      | Wereldkampioenschap voetbal      | Wereldkampioenschap voetbal      | Wereldkampioenschap voetbal      | Wereldkampioenschap voetbal      | Wereldkampioenschap voetbal      | Wereldkampioenschap voetbal      |
| Jaar                        | Ronde                            | Wed.                             | W                                | G                                | V                                | DV                               | DT                               | Kwal                             |
| --------------------------- | -------------------------------- | -------------------------------- | -------------------------------- | -------------------------------- | -------------------------------- | -------------------------------- | -------------------------------- | -------------------------------- |
| 1930                        | Niet deelgenomen                 | Niet deelgenomen                 | Niet deelgenomen                 | Niet deelgenomen                 | Niet deelgenomen                 | Niet deelgenomen                 | Niet deelgenomen                 | Niet deelgenomen                 |
| 1934                        | Vierde plaats                    | 4                                | 2                                | 0                                | 2                                | 7                                | 7                                | (Kwal.)                          |
| 1938                        | Teruggetrokken (na kwalificatie) | Teruggetrokken (na kwalificatie) | Teruggetrokken (na kwalificatie) | Teruggetrokken (na kwalificatie) | Teruggetrokken (na kwalificatie) | Teruggetrokken (na kwalificatie) | Teruggetrokken (na kwalificatie) | Teruggetrokken (na kwalificatie) |
| 1950                        | Teruggetrokken                   | Teruggetrokken                   | Teruggetrokken                   | Teruggetrokken                   | Teruggetrokken                   | Teruggetrokken                   | Teruggetrokken                   | Teruggetrokken                   |
| 1954                        | Derde plaats                     | 5                                | 4                                | 0                                | 1                                | 17                               | 12                               | (Kwal.)                          |
| 1958                        | Groepsfase                       | 3                                | 0                                | 1                                | 2                                | 2                                | 7                                | (Kwal.)                          |
| 1962                        | Teruggetrokken                   | Teruggetrokken                   | Teruggetrokken                   | Teruggetrokken                   | Teruggetrokken                   | Teruggetrokken                   | Teruggetrokken                   | Teruggetrokken                   |
| 1966                        | Niet gekwalificeerd              | Niet gekwalificeerd              | Niet gekwalificeerd              | Niet gekwalificeerd              | Niet gekwalificeerd              | Niet gekwalificeerd              | Niet gekwalificeerd              | Niet gekwalificeerd              |
| 1970                        | Niet gekwalificeerd              | Niet gekwalificeerd              | Niet gekwalificeerd              | Niet gekwalificeerd              | Niet gekwalificeerd              | Niet gekwalificeerd              | Niet gekwalificeerd              | Niet gekwalificeerd              |
| 1974                        | Niet gekwalificeerd              | Niet gekwalificeerd              | Niet gekwalificeerd              | Niet gekwalificeerd              | Niet gekwalificeerd              | Niet gekwalificeerd              | Niet gekwalificeerd              | Niet gekwalificeerd              |
| 1978                        | Tweede ronde                     | 6                                | 3                                | 0                                | 3                                | 7                                | 10                               | (Kwal.)                          |
| 1982                        | Tweede ronde                     | 5                                | 2                                | 1                                | 2                                | 5                                | 4                                | (Kwal.)                          |
| 1986                        | Niet gekwalificeerd              | Niet gekwalificeerd              | Niet gekwalificeerd              | Niet gekwalificeerd              | Niet gekwalificeerd              | Niet gekwalificeerd              | Niet gekwalificeerd              | Niet gekwalificeerd              |
| 1990                        | Groepsfase                       | 3                                | 1                                | 0                                | 2                                | 2                                | 3                                | (Kwal.)                          |
| 1994                        | Niet gekwalificeerd              | Niet gekwalificeerd              | Niet gekwalificeerd              | Niet gekwalificeerd              | Niet gekwalificeerd              | Niet gekwalificeerd              | Niet gekwalificeerd              | Niet gekwalificeerd              |
| 1998                        | Groepsfase                       | 3                                | 0                                | 2                                | 1                                | 3                                | 4                                | (Kwal.)                          |
| 2002                        | Niet gekwalificeerd              | Niet gekwalificeerd              | Niet gekwalificeerd              | Niet gekwalificeerd              | Niet gekwalificeerd              | Niet gekwalificeerd              | Niet gekwalificeerd              | Niet gekwalificeerd              |
| 2006                        | Niet gekwalificeerd              | Niet gekwalificeerd              | Niet gekwalificeerd              | Niet gekwalificeerd              | Niet gekwalificeerd              | Niet gekwalificeerd              | Niet gekwalificeerd              | Niet gekwalificeerd              |
| 2010                        | Niet gekwalificeerd              | Niet gekwalificeerd              | Niet gekwalificeerd              | Niet gekwalificeerd              | Niet gekwalificeerd              | Niet gekwalificeerd              | Niet gekwalificeerd              | Niet gekwalificeerd              |
| 2014                        | Niet gekwalificeerd              | Niet gekwalificeerd              | Niet gekwalificeerd              | Niet gekwalificeerd              | Niet gekwalificeerd              | Niet gekwalificeerd              | Niet gekwalificeerd              | Niet gekwalificeerd              |
| 2018                        | Niet gekwalificeerd              | Niet gekwalificeerd              | Niet gekwalificeerd              | Niet gekwalificeerd              | Niet gekwalificeerd              | Niet gekwalificeerd              | Niet gekwalificeerd              | Niet gekwalificeerd              |
| 2022                        | Niet gekwalificeerd              | Niet gekwalificeerd              | Niet gekwalificeerd              | Niet gekwalificeerd              | Niet gekwalificeerd              | Niet gekwalificeerd              | Niet gekwalificeerd              | Niet gekwalificeerd              |
| Totaal                      | 7/20                             | 29                               | 12                               | 4                                | 13                               | 43                               | 47                               |                                  |

### Europees kampioenschap
| Europees kampioenschap voetbal | Europees kampioenschap voetbal | Europees kampioenschap voetbal | Europees kampioenschap voetbal | Europees kampioenschap voetbal | Europees kampioenschap voetbal | Europees kampioenschap voetbal | Europees kampioenschap voetbal | Europees kampioenschap voetbal |
| Jaar                           | Ronde                          | Wed.                           | W                              | G                              | V                              | DV                             | DT                             | Kwal                           |
| ------------------------------ | ------------------------------ | ------------------------------ | ------------------------------ | ------------------------------ | ------------------------------ | ------------------------------ | ------------------------------ | ------------------------------ |
| 1960                           | Niet gekwalificeerd            | Niet gekwalificeerd            | Niet gekwalificeerd            | Niet gekwalificeerd            | Niet gekwalificeerd            | Niet gekwalificeerd            | Niet gekwalificeerd            | Niet gekwalificeerd            |
| 1964                           | Niet gekwalificeerd            | Niet gekwalificeerd            | Niet gekwalificeerd            | Niet gekwalificeerd            | Niet gekwalificeerd            | Niet gekwalificeerd            | Niet gekwalificeerd            | Niet gekwalificeerd            |
| 1968                           | Niet gekwalificeerd            | Niet gekwalificeerd            | Niet gekwalificeerd            | Niet gekwalificeerd            | Niet gekwalificeerd            | Niet gekwalificeerd            | Niet gekwalificeerd            | Niet gekwalificeerd            |
| 1972                           | Niet gekwalificeerd            | Niet gekwalificeerd            | Niet gekwalificeerd            | Niet gekwalificeerd            | Niet gekwalificeerd            | Niet gekwalificeerd            | Niet gekwalificeerd            | Niet gekwalificeerd            |
| 1976                           | Niet gekwalificeerd            | Niet gekwalificeerd            | Niet gekwalificeerd            | Niet gekwalificeerd            | Niet gekwalificeerd            | Niet gekwalificeerd            | Niet gekwalificeerd            | Niet gekwalificeerd            |
| 1980                           | Niet gekwalificeerd            | Niet gekwalificeerd            | Niet gekwalificeerd            | Niet gekwalificeerd            | Niet gekwalificeerd            | Niet gekwalificeerd            | Niet gekwalificeerd            | Niet gekwalificeerd            |
| 1984                           | Niet gekwalificeerd            | Niet gekwalificeerd            | Niet gekwalificeerd            | Niet gekwalificeerd            | Niet gekwalificeerd            | Niet gekwalificeerd            | Niet gekwalificeerd            | Niet gekwalificeerd            |
| 1988                           | Niet gekwalificeerd            | Niet gekwalificeerd            | Niet gekwalificeerd            | Niet gekwalificeerd            | Niet gekwalificeerd            | Niet gekwalificeerd            | Niet gekwalificeerd            | Niet gekwalificeerd            |
| 1992                           | Niet gekwalificeerd            | Niet gekwalificeerd            | Niet gekwalificeerd            | Niet gekwalificeerd            | Niet gekwalificeerd            | Niet gekwalificeerd            | Niet gekwalificeerd            | Niet gekwalificeerd            |
| 1996                           | Niet gekwalificeerd            | Niet gekwalificeerd            | Niet gekwalificeerd            | Niet gekwalificeerd            | Niet gekwalificeerd            | Niet gekwalificeerd            | Niet gekwalificeerd            | Niet gekwalificeerd            |
| 2000                           | Niet gekwalificeerd            | Niet gekwalificeerd            | Niet gekwalificeerd            | Niet gekwalificeerd            | Niet gekwalificeerd            | Niet gekwalificeerd            | Niet gekwalificeerd            | Niet gekwalificeerd            |
| 2004                           | Niet gekwalificeerd            | Niet gekwalificeerd            | Niet gekwalificeerd            | Niet gekwalificeerd            | Niet gekwalificeerd            | Niet gekwalificeerd            | Niet gekwalificeerd            | Niet gekwalificeerd            |
| 2008                           | Groepsfase                     | 3                              | 0                              | 1                              | 2                              | 1                              | 3                              |                                |
| 2012                           | Niet gekwalificeerd            | Niet gekwalificeerd            | Niet gekwalificeerd            | Niet gekwalificeerd            | Niet gekwalificeerd            | Niet gekwalificeerd            | Niet gekwalificeerd            | Niet gekwalificeerd            |
| 2016                           | Groepsfase                     | 3                              | 0                              | 1                              | 2                              | 1                              | 4                              | (Kwal.)                        |
| 2020                           | Achtste finale                 | 4                              | 2                              | 0                              | 2                              | 5                              | 5                              | (Kwal.)                        |
| 2024                           | Achtste finale                 | 4                              | 2                              | 0                              | 2                              | 7                              | 6                              | (Kwal.)                        |
| Totaal                         | 4/17                           | 14                             | 4                              | 2                              | 8                              | 14                             | 17                             |                                |

### UEFA Nations League
| 2018–19 | B | 18e | 4 | 2 | 1 | 1 | 3 | 2  | Stabiel  |
| 2020–21 | B | 18e | 6 | 4 | 1 | 1 | 9 | 6  | Gestegen |
| 2022–23 | A | 13e | 6 | 1 | 1 | 4 | 6 | 10 | Gedaald  |

## Huidige selectie
De volgende spelers behoren tot de voorselectie voor het EK 2024.
Interlands en doelpunten bijgewerkt tot en met de wedstrijd tegen  Turkije op 2 juli 2024.
| Nr.         | Naam                  | Wed. | Dlpnt. | Club                     |
| ----------- | --------------------- | ---- | ------ | ------------------------ |
| Doel        |                       |      |        |                          |
| 1           | Heinz Lindner         | 37   | 0      | Union Sint-Gillis        |
| 13          | Patrick Pentz         | 10   | 0      | Brøndby                  |
| 12          | Niklas Hedl           | 1    | 0      | Rapid Wien               |
| Verdediging |                       |      |        |                          |
| 5           | Stefan Posch          | 36   | 1      | Bologna                  |
| 2           | Maximilian Wöber      | 28   | 0      | Borussia Mönchengladbach |
| 15          | Philipp Lienhart      | 24   | 1      | SC Freiburg              |
| 4           | Kevin Danso           | 23   | 0      | Lens                     |
| 16          | Phillipp Mwene        | 15   | 0      | Mainz 05                 |
| 3           | Gernot Trauner        | 13   | 2      | Feyenoord                |
| 21          | Flavius Daniliuc      | 3    | 0      | Red Bull Salzburg        |
| 14          | Leopold Querfeld      | 3    | 0      | Rapid Wien               |
| Middenveld  |                       |      |        |                          |
| 9           | Marcel Sabitzer       | 82   | 18     | Borussia Dortmund        |
| 10          | Florian Grillitsch    | 47   | 1      | 1899 Hoffenheim          |
| 19          | Christoph Baumgartner | 42   | 16     | RB Leipzig               |
| 20          | Konrad Laimer         | 40   | 4      | Bayern München           |
| 17          | Florian Kainz         | 28   | 1      | 1. FC Köln               |
| 6           | Nicolas Seiwald       | 28   | 0      | RB Leipzig               |
| 24          | Andreas Weimann       | 25   | 2      | West Bromwich Albion     |
| 18          | Romano Schmid         | 15   | 1      | Werder Bremen            |
| 8           | Alexander Prass       | 9    | 0      | Sturm Graz               |
| Aanval      |                       |      |        |                          |
| 7           | Marko Arnautović      | 116  | 37     | Internazionale           |
| 11          | Michael Gregoritsch   | 59   | 16     | SC Freiburg              |
| 23          | Patrick Wimmer        | 15   | 1      | VfL Wolfsburg            |
| 26          | Marco Grüll           | 5    | 0      | Rapid Wien               |
| 25          | Maximilian Entrup     | 3    | 1      | TSV Hartberg             |

## Statistieken

### Most capped players

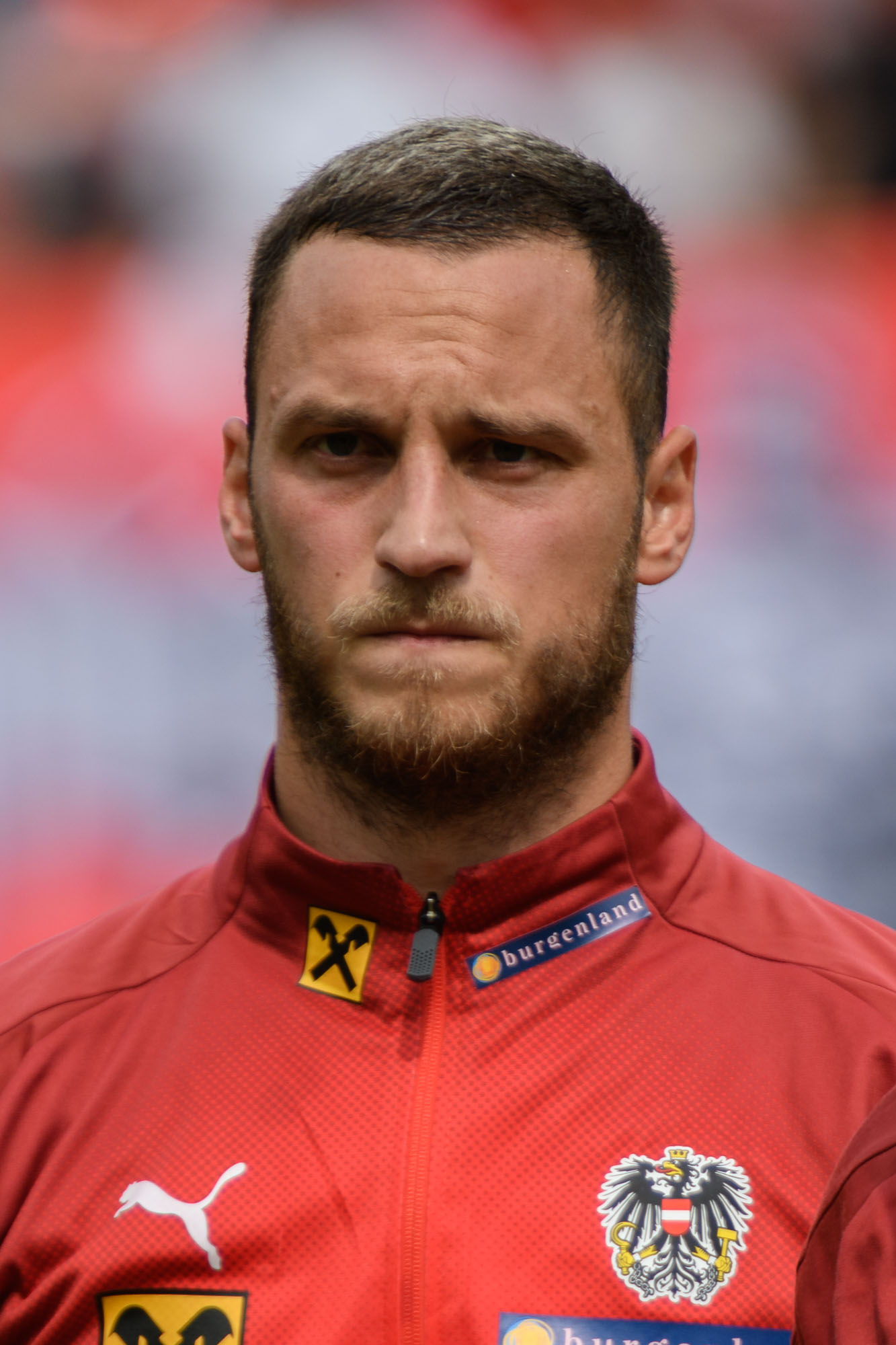
Marko Arnautović is recordinternational van Oostenrijk

| Rank | Player                | Caps | Goals | Period       |
| ---- | --------------------- | ---- | ----- | ------------ |
| 1    | Marko Arnautović      | 116  | 37    | 2009–present |
| 2    | David Alaba           | 105  | 15    | 2009–present |
| 3    | Andreas Herzog        | 103  | 26    | 1988–2003    |
| 4    | Aleksandar Dragović   | 100  | 2     | 2009–2022    |
| 5    | Toni Polster          | 95   | 44    | 1982–2000    |
| 6    | Gerhard Hanappi       | 93   | 12    | 1948–1964    |
| 7    | Karl Koller           | 86   | 5     | 1952–1965    |
| 8    | Julian Baumgartlinger | 84   | 1     | 2009–2021    |
| 8    | Friedrich Koncilia    | 84   | 0     | 1970–1985    |
| 8    | Bruno Pezzey          | 84   | 9     | 1975–1990    |

### Top goalscorers

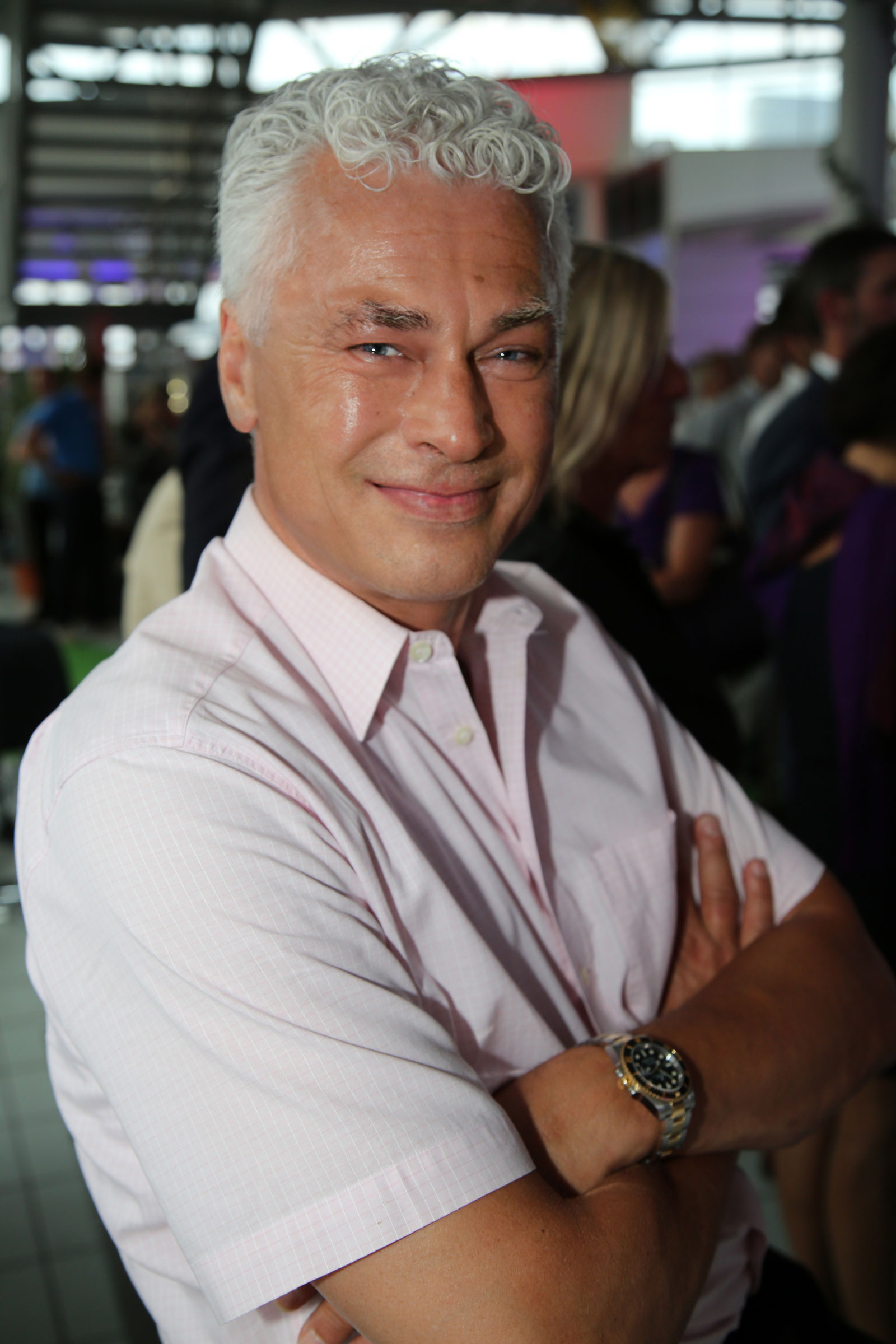
Toni Polster is de topscorer aller tijden van Oostenrijk.

| Rank | Player            | Goals | Caps | Ratio | Period       |
| ---- | ----------------- | ----- | ---- | ----- | ------------ |
| 1    | Toni Polster      | 44    | 95   | 0.46  | 1982–2000    |
| 2    | Marko Arnautović  | 37    | 116  | 0.32  | 2009–present |
| 3    | Hans Krankl       | 34    | 69   | 0.49  | 1973–1985    |
| 4    | Johann Horvath    | 29    | 46   | 0.63  | 1924–1934    |
| 5    | Erich Hof         | 28    | 37   | 0.76  | 1957–1968    |
| 5    | Marc Janko        | 28    | 70   | 0,40  | 2006–2019    |
| 7    | Anton Schall      | 27    | 28   | 0.96  | 1927–1934    |
| 8    | Matthias Sindelar | 26    | 43   | 0,60  | 1926–1937    |
| 8    | Andreas Herzog    | 26    | 103  | 0.25  | 1988–2003    |
| 10   | Karl Zischek      | 24    | 40   | 0,60  | 1931–1945    |

## FIFA-wereldranglijst[1]
| 1993 | 1994 | 1995 | 1996 | 1997 | 1998 | 1999 | 2000 | 2001 | 2002 | 2003 | 2004 | 2005 | 2006 | 2007 | 2008 | 2009 | 2010 | 2011 | 2012 | 2013 | 2014 | 2015 | 2016 | 2017 | 2018 | 2019 | 2020 | 2021 | 2022 | 2023 | 2024 |
| ---- | ---- | ---- | ---- | ---- | ---- | ---- | ---- | ---- | ---- | ---- | ---- | ---- | ---- | ---- | ---- | ---- | ---- | ---- | ---- | ---- | ---- | ---- | ---- | ---- | ---- | ---- | ---- | ---- | ---- | ---- | ---- |
| 36   | 49   | 39   | 34   | 25   | 22   | 28   | 44   | 56   | 54   | 67   | 83   | 69   | 65   | 94   | 92   | 61   | 46   | 70   | 70   | 46   | 23   | 10   | 31   | 29   | 22   | 26   | 23   | 31   | 34   | 24   | 22   |

## Bondscoaches
- Bijgewerkt tot en met de oefenwedstrijd tegen  Duitsland (2-0) op 21 november 2023.

| Naam                                   | Van        | Tot        | Duels | W  | G  | V  |
| -------------------------------------- | ---------- | ---------- | ----- | -- | -- | -- |
| Selectiecommissie                      | 12.10.1902 | 05.05.1912 | 24    | 9  | 4  | 11 |
| James Hogan                            | 29.06.1912 | 05.07.1912 | 5     | 3  | 0  | 2  |
| Selectiecommissie                      | 03.11.1912 | 27.04.1913 | 3     | 1  | 0  | 2  |
| Hugo Meisl                             | 15.06.1913 | 03.05.1914 | 4     | 2  | 1  | 1  |
| Selectiecommissie                      | 04.10.1914 | 04.10.1914 | 1     | 0  | 1  | 0  |
| Wilhelm Schmieger en Dionys Schönecker | 08.11.1914 | 08.11.1914 | 1     | 0  | 0  | 1  |
| Selectiecommissie                      | 02.05.1915 | 30.05.1915 | 2     | 1  | 0  | 1  |
| Wilhelm Schmieger                      | 03.10.1915 | 04.06.1916 | 4     | 2  | 0  | 2  |
| Heinrich Retschury                     | 01.10.1916 | 02.06.1918 | 12    | 3  | 2  | 7  |
| Hugo Meisl                             | 06.10.1918 | 24.01.1937 | 129   | 69 | 29 | 31 |
| Selectiecommissie                      | 21.03.1937 | 09.05.1937 | 2     | 1  | 1  | 0  |
| Heinrich Retschury                     | 23.05.1937 | 24.10.1937 | 5     | 2  | 1  | 2  |
| Karl Zankl                             | 19.08.1945 | 20.08.1945 | 2     | 0  | 0  | 2  |
| Eduard Bauer                           | 06.12.1945 | 09.11.1947 | 11    | 4  | 0  | 7  |
| Eduard Frühwirth                       | 18.04.1948 | 02.08.1948 | 5     | 3  | 0  | 2  |
| Walter Nausch                          | 03.10.1948 | 14.11.1954 | 47    | 21 | 10 | 16 |
| Hans Kaulich                           | 27.03.1955 | 27.03.1955 | 1     | 0  | 0  | 1  |
| Josef Molzer                           | 24.04.1955 | 19.05.1955 | 3     | 1  | 1  | 1  |
| Karl Geyer                             | 16.10.1955 | 15.04.1956 | 5     | 2  | 0  | 3  |
| Josef Argauer                          | 02.05.1956 | 15.06.1958 | 18    | 7  | 6  | 5  |
| Alfred Frey ea.                        | 14.09.1958 | 14.09.1958 | 1     | 0  | 0  | 1  |
| Karl Decker                            | 05.10.1958 | 14.12.1963 | 37    | 16 | 3  | 18 |
| Josef Walter en Béla Guttmann          | 12.04.1964 | 11.10.1964 | 5     | 3  | 1  | 1  |
| Eduard Frühwirth                       | 24.03.1965 | 30.10.1966 | 15    | 4  | 3  | 8  |
| Erwin Alge en Johann Pesser            | 27.05.1967 | 19.05.1968 | 9     | 3  | 2  | 4  |
| Leopold Stastny                        | 16.06.1968 | 24.09.1975 | 49    | 15 | 16 | 18 |
| Branko Elsner (ad interim)             | 15.10.1975 | 19.11.1975 | 2     | 1  | 0  | 1  |
| Helmut Senekowitsch                    | 28.04.1976 | 21.06.1978 | 26    | 14 | 4  | 8  |
| Karl Stotz                             | 30.08.1978 | 11.11.1981 | 24    | 13 | 6  | 5  |
| Georg Schmidt en Felix Latzke          | 24.03.1982 | 01.07.1982 | 8     | 5  | 1  | 2  |
| Erich Hof                              | 22.09.1982 | 14.11.1984 | 15    | 6  | 3  | 6  |
| Branko Elsner                          | 27.03.1985 | 18.11.1987 | 18    | 5  | 5  | 8  |
| Josef Hickersberger                    | 05.02.1988 | 12.09.1990 | 29    | 10 | 7  | 12 |
| Alfred Riedl                           | 31.10.1990 | 09.10.1991 | 8     | 1  | 3  | 4  |
| Dietmar Constantini (ad interim)       | 16.10.1991 | 13.11.1991 | 2     | 0  | 0  | 2  |
| Ernst Happel                           | 25.03.1992 | 28.10.1992 | 9     | 2  | 3  | 4  |
| Dietmar Constantini (ad interim)       | 18.11.1992 | 18.11.1992 | 1     | 0  | 1  | 0  |
| Herbert Prohaska                       | 10.03.1993 | 27.03.1999 | 51    | 25 | 9  | 17 |
| Otto Barić                             | 28.04.1999 | 14.11.2001 | 22    | 7  | 6  | 9  |
| Hans Krankl                            | 27.03.2002 | 07.09.2005 | 31    | 10 | 10 | 11 |
| Willibald Ruttensteiner (ad interim)   | 08.10.2005 | 12.10.2005 | 2     | 1  | 0  | 1  |
| Josef Hickersberger                    | 01.03.2006 | 16.06.2008 | 27    | 5  | 9  | 13 |
| Karel Brückner                         | 20.08.2008 | 11.02.2009 | 7     | 1  | 2  | 4  |
| Dietmar Constantini                    | 01.04.2009 | 06.09.2011 | 23    | 7  | 3  | 13 |
| Willibald Ruttensteiner (ad interim)   | 07.10.2011 | 11.10.2011 | 2     | 1  | 1  | 0  |
| Marcel Koller                          | 15.11.2011 | 09.10.2017 | 54    | 25 | 13 | 16 |
| Franco Foda                            | 14.11.2017 | 30.03.2022 | 48    | 27 | 6  | 15 |
| Ralf Rangnick                          | 29.04.2022 | —          | 18    | 10 | 3  | 5  |